# Knautia nevadensis
Knautia nevadensis é uma espécie de planta com flor pertencente à família Dipsacaceae. 
A autoridade científica da espécie é (M.Winkl. ex Szabó) Szabó, tendo sido publicada em Math. Term. Közlem. xxxi. I. 326 (1911).

## Portugal
Trata-se de uma espécie presente no território português, nomeadamente os seguintes táxones infraespecíficos:
- Knautia nevadensis var. nevadensis - presente em Portugal Continental. Em termos de naturalidade é nativa da região atrás referida. Não se encontra protegida por legislação portuguesa ou da Comunidade Europeia.